# Eumorphus murrayi carinensis
Eumorphus murrayi carinensis es una subespecie de coleóptero de la familia Endomychidae.

## Distribución geográfica
Habita en Birmania.